# Läkerol

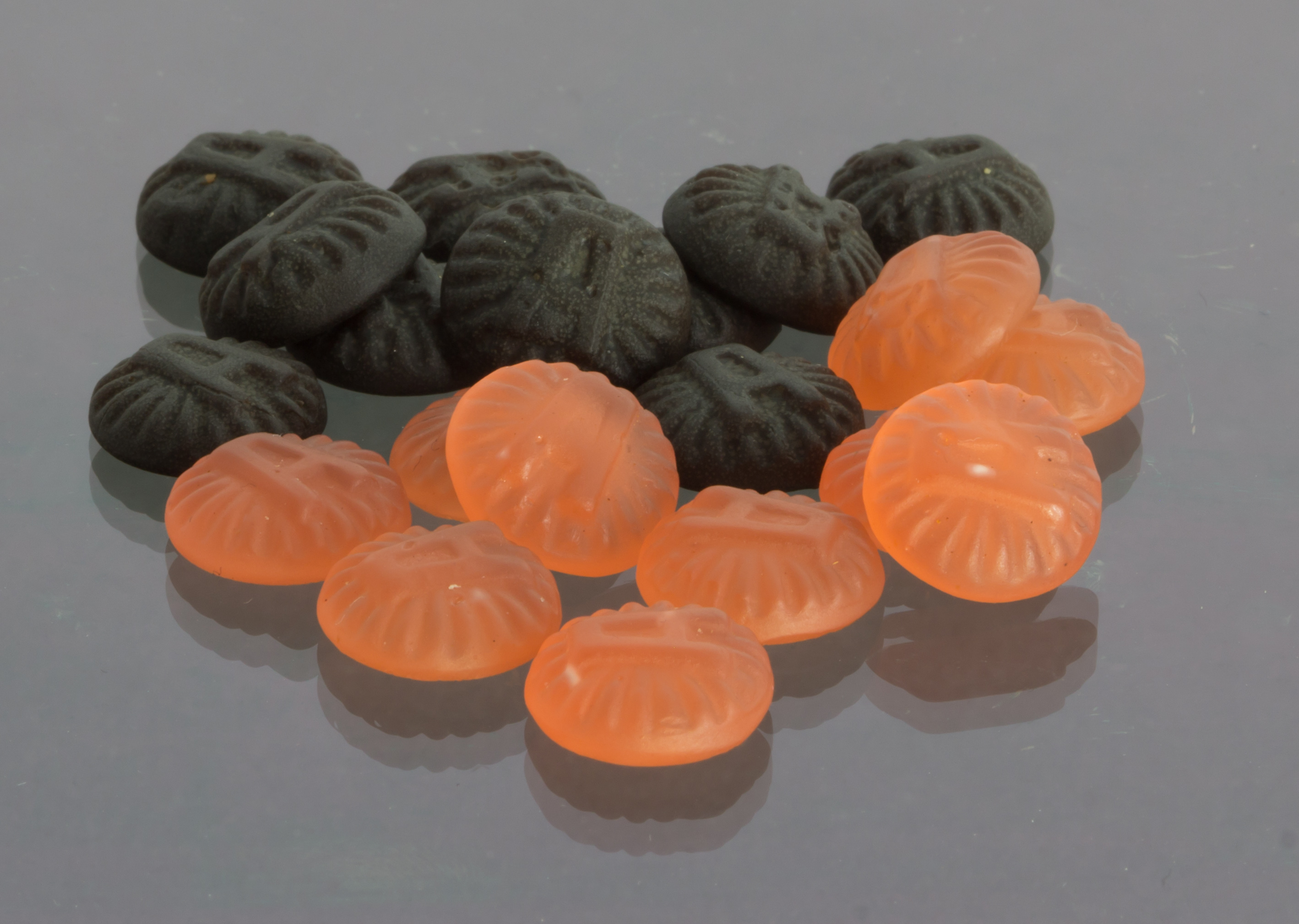
Läkerol Salmiak und Raspberry Lemongrass

Läkerol ist eine schwedische Bonbonmarke, die heute dem schwedischen Süßwarenhersteller Cloetta AB gehört.
Die Pastillen auf der Basis von Gummi arabicum sind in verschiedenen Geschmacksrichtungen erhältlich.
Läkerol wurde 1909 von Adolf Ahlgren erfunden, weshalb jeder Pastille der Buchstabe A eingedrückt ist. Der Name Läkerol leitet sich vom schwedischen läka für „heilen“ ab. Anfang der 1980er Jahre machte Björn Borg Werbung für Läkerol. Alle Nobelpreisträger erhalten eine komplette Läkerol-Serie. Außerdem zählt Läkerol zu den wenigen ausgewählten Lieferanten des königlichen Hofes. 
Seit 1914 wurde Läkerol auch eine Zeitlang in Deutschland vertrieben, durch die Beuthien&Schultz G.m.b.H., Chemische Fabriken Berlin.  
Hauptabsatzmärkte sind neben Skandinavien die Schweiz, die Niederlande, Belgien, Singapur und Hongkong. 
Während in Schweden unzählige Variationen angeboten werden, reduziert sich das Angebot in der Schweiz auf einzelne Geschmacksrichtungen. Seit Anfang 2008 sind Läkerol-Kaudrops im deutschen Handel erhältlich. Für Vermarktung und Vertrieb zeichnet die Importhaus Wilms/Impuls GmbH & Co. KG, Taunusstein, verantwortlich. Zum Start wurden vier zuckerfreie Geschmacksvarianten eingeführt.